# Caroline De Bruijn
 (octobre 2018).
Caroline De Bruijn, née le 31 juillet 1962 à Dordrecht, est une actrice néerlandaise.

## Carrière
Elle est en couple de l'acteur Erik de Vogel. De cette union naissent 3 enfants (Solane, Vince et Alix).

## Filmographie

### Cinéma
- 1998 : Goede tijden, slechte tijden: De reünie (nl) : Janine Elschot
- 2006 : Don : Moeder van Don
- 2010 : Het Geheim (nl) : Mylene Bussemaker
- 2012 : Alles is familie (nl) : Isa
- 2014 : Kris Kras : Caroline
- 2015 : Sneeuwwitje en de zeven kleine mensen (nl) : Charlotte Heemskerk

### Téléfilms
- 1990 : 12 steden, 13 ongelukken (nl) : Esther
- 1991 : Take Off : Onbekend
- 1992 : Ha, die Pa! (nl) : Louise
- 1992 : Vreemde praktijken (nl) : Marischka
- 1992-2003 : Goede tijden, slechte tijden : (Deux rôles) Janine Elschot et Sophia Eijsink
- 2013 : Romancing the globe : Elle-même
- 2002 : The Wild Thornberrys Movie : Britt
- 2005 : Chicken Little : Tina
- 2011 : Hop : Bonnie O'Hare
- 2016 : Nieuwe Tijden (nl) : Janine Elschot
- 2016 : Robinson Crusoe :	May